# Satole ligniperdalis
Satole ligniperdalis är en fjärilsart som beskrevs av Dyar 1908. Satole ligniperdalis ingår i släktet Satole och familjen mott. Inga underarter finns listade i Catalogue of Life.